# .by
.by è il dominio di primo livello nazionale assegnato alla Bielorussia.
Insieme al dominio  internazionalizzato .бел, è gestito da Belarusian Cloud Technologies LLC.